# Sons of Liberty
Sons of Liberty (în română: Fiii libertății sau Frăția libertății) a fost o organizație subversivă nordamericană care lupta pentru apărarea drepturilor coloniștilor britanici față de abuzurile statului.
Statul britanic adoptase un document, Stamp Act, prin care impunea impozit asupra acestor colonii, iar această organizație urmărea, prin adevărate acte de terorism, să oblige guvernul să abroge această lege.
Cel mai cunoscut act de protest a fost Boston Tea Party, când membrii grupării au scufundat un vapor cu ceai care venise din Anglia.